# Pekka Saravo
Pekka Saravo (* 13. November 1979 in Rovaniemi, Lappland) ist ein ehemaliger finnischer Eishockeyspieler, der zuletzt bei Tappara Tampere in der Liiga unter Vertrag stand.

## Karriere
Pekka Saravo begann seine Karriere als Eishockeyspieler in der Jugend des finnischen Erstligisten Tappara Tampere, in der er bis 1998 aktiv war. Anschließend gab er in der Saison 1998/99 sein Debüt in der I divisioona für Diskos Jyväskylä. Daraufhin kehrte er zu Tappara zurück, für die er in der Saison 2000/01 erstmals in der SM-liiga auflief. Mit seiner Mannschaft wurde der Verteidiger 2001 und 2002 jeweils Vizemeister und gewann 2003 mit dem Team die Meisterschaft.
Im Sommer 2005 wechselte Saravo erstmals ins europäische Ausland, wo er einen Vertrag bei Luleå HF in der schwedischen Elitserien erhielt, für die er die folgenden drei Spielzeiten auf dem Eis stand. Vor der Saison 2008/09 wurde der Finne von deren Ligarivalen Linköpings HC verpflichtet, für den er in dieser Spielzeit in allen vier Gruppenspielen der neu gegründeten Champions Hockey League auflief und ein Tor erzielte.  
Zur Saison 2009/10 kehrte Saravo ein weiteres Mal zu seinem Stammverein Tappara Tampere in die SM-liiga zurück. 

### International
Für Finnland nahm Saravo an den Weltmeisterschaften 2005, 2006 und 2007 teil. 

## Erfolge und Auszeichnungen
- 2001 Finnischer Vizemeister mit Tappara Tampere
- 2002 Finnischer Vizemeister mit Tappara Tampere
- 2003 Finnischer Meister mit Tappara Tampere
- 2016 Finnischer Meister mit Tappara Tampere
- 2017 Finnischer Meister mit Tappara Tampere

### International
- 2006 Bronzemedaille bei der Weltmeisterschaft
- 2007 Silbermedaille bei der Weltmeisterschaft